# Ленка Кунчікова
Ленка Кунчікова (чеськ. Lenka Kunčíková; нар. 29 липня 1995) — колишня чеська тенісистка.
Найвищу одиночну позицію світового рейтингу — 588 місце досягла 10 серпня 2015, парну — 97 місце — 12 вересня 2016 року.
Здобула 1 одиночний та 13 парних титулів туру ITF.

## Фінали ITF

### Одиночний розряд (1–1)
| Легенда          |
| ---------------- |
| турніри $100,000 |
| турніри $75,000  |
| турніри $50,000  |
| турніри $25,000  |
| турніри $15,000  |
| турніри $10,000  |

| Фінали за покриттям |
| ------------------- |
| Тверде (0–0)        |
| Ґрунт (1–1)         |
| Трава (0–0)         |
| Килим (0–0)         |

| Результат | Ранг | Дата            | Турнір                         | Покриття | Суперниця         | Рахунок  |
| --------- | ---- | --------------- | ------------------------------ | -------- | ----------------- | -------- |
| Поразка   | 1.   | 29 серпня 2014  | ITF Острава, Чехія             | Ґрунт    | Яна Фетт          | 4–6, 3–6 |
| Перемога  | 1.   | 20 вересня 2014 | ITF Глубока-над-Влтавоу, Чехія | Ґрунт    | Джесіка Малечкова | 6–4, 6–3 |

### Парний розряд (13–9)
| Легенда          |
| ---------------- |
| турніри $100,000 |
| турніри $75,000  |
| турніри $50,000  |
| турніри $25,000  |
| турніри $15,000  |
| турніри $10,000  |

| Фінали за покриттям |
| ------------------- |
| Тверде (4–2)        |
| Ґрунт (9–7)         |
| Трава (0–0)         |
| Килим (0–0)         |

| Результат | Ранг | Дата             | Турнір                        | Покриття   | Партнерка       | Суперниці                                | Рахунок           |
| --------- | ---- | ---------------- | ----------------------------- | ---------- | --------------- | ---------------------------------------- | ----------------- |
| Поразка   | 1.   | 17 серпня 2012   | ITF Інсбрук, Австрія          | Ґрунт      | Клара Догналова | Ясмина Кайтазович Полона Ребершак        | 5–7, 6–2, [18–20] |
| Перемога  | 1.   | 26 липня 2013    | ITF Бад-Вальтерсдорф, Австрія | Ґрунт      | Кароліна Стухла | Адріяна Лекай Карла Попович              | 6–4, 7–6(6)       |
| Перемога  | 2.   | 23 серпня 2013   | ITF Прага, Чехія              | Ґрунт      | Кароліна Стухла | Крістина Грабалова Маріє Маєрова         | 6–3, 7–5          |
| Поразка   | 2.   | 7 вересня 2013   | ITF Берлін, Німеччина         | Ґрунт      | Кароліна Стухла | Їсалін Бонавентюре Корнелія Лістер       | 4–6, 6–3, [5–10]  |
| Перемога  | 3.   | 23 травня 2014   | ITF Веленє, Словенія          | Ґрунт      | Кароліна Стухла | Мартіна Кубічикова Тереза Малікова       | 7–5, 6–1          |
| Поразка   | 3.   | 26 травня 2014   | ITF Бол, Хорватія             | Ґрунт      | Кароліна Стухла | Б'янка Ботто Емма Лайне                  | 3–6, 3–6          |
| Перемога  | 4.   | 30 травня 2014   | ITF Бол, Хорватія             | Ґрунт      | Кароліна Стухла | Ольга Янчук Крістіна Шаховец             | 0–6, 6–1, [10–8]  |
| Перемога  | 5.   | 6 червня 2014    | ITF Бол, Хорватія             | Ґрунт      | Кароліна Стухла | Саманта Гарріс Саллі Пірс                | 6–0, 6–4          |
| Перемога  | 6.   | 30 серпня 2014   | ITF Острава, Чехія            | Ґрунт      | Кароліна Стухла | Марина Колб Надія Колб                   | 4–6, 6–2, [10–7]  |
| Поразка   | 4.   | 6 вересня 2014   | ITF Прага, Чехія              | Ґрунт      | Кароліна Стухла | Петра Крейсова Зузана Лукнарова          | 6–4, 3–6, [6–10]  |
| Перемога  | 7.   | 10 жовтня 2014   | ITF Албена, Болгарія          | Ґрунт      | Кароліна Стухла | Юлія Хелбет Ізабелла Шинікова            | 6–2, 6–4          |
| Перемога  | 8.   | 17 січня 2015    | ITF Штутгарт, Німеччина       | Тверде (i) | Кароліна Стухла | Мартіна Борецька Джесіка Малечкова       | 6–2, 6–3          |
| Поразка   | 5.   | 4 липня 2015     | ITF Штутгарт, Німеччина       | Ґрунт      | Кароліна Стухла | Марія Марфутіна Ірина Шиманович          | 2–6, 6–4, [8–10]  |
| Перемога  | 9.   | 18 липня 2015    | ITF Оломоуць, Чехія           | Ґрунт      | Кароліна Стухла | Сінді Бюргер Катержина Ванькова          | 1–6, 6–4, [12–10] |
| Поразка   | 6.   | 8 серпня 2015    | ITF Пльзень, Чехія            | Ґрунт      | Кароліна Стухла | Барбора Крейчикова Ребекка Петерсон      | 4–6, 3–6          |
| Перемога  | 10.  | 19 вересня 2015  | ITF Бол, Хорватія             | Ґрунт      | Юлія Вахачик    | Карін Кеннель Іва Примораць              | 6–3, 4–6, [10–6]  |
| Поразка   | 7.   | 10 жовтня 2015   | ITF Созополь, Болгарія        | Ґрунт      | Кароліна Стухла | Вівіан Гайзен Джулія Терзійська          | 3–6, 1–6          |
| Перемога  | 11.  | 16 жовтня 2015   | ITF Албена, Болгарія          | Ґрунт      | Кароліна Стухла | Габріела Пантучкова Магдалена Пантучкова | 6–1, 6–3          |
| Перемога  | 12.  | 8 листопада 2015 | ITF Нант, Франція             | Тверде (i) | Кароліна Стухла | Катержина Сінякова Рената Ворачова       | 6–4, 6–2          |
| Перемога  | 13.  | 31 січня 2016    | ITF Санрайз, США              | Ґрунт      | Кароліна Стухла | Катержина Крамперова Джесіка Малечкова   | 6–1, 7–6(6)       |
| Поразка   | 8.   | 2 квітня 2016    | ITF Круассі-Бобур, Франція    | Тверде (i) | Кароліна Стухла | Джоселін Рей Анна Сміт                   | 4–6, 1–6          |
| Поразка   | 9.   | 8 липня 2016     | ITF Будапешт, Угорщина        | Ґрунт      | Кароліна Стухла | Ема Бургич-Буцко Георгіна Гарсія Перес   | 4–6, 6–2, [10–12] |